# Synagogue de Bad Wildungen (1914-1938)

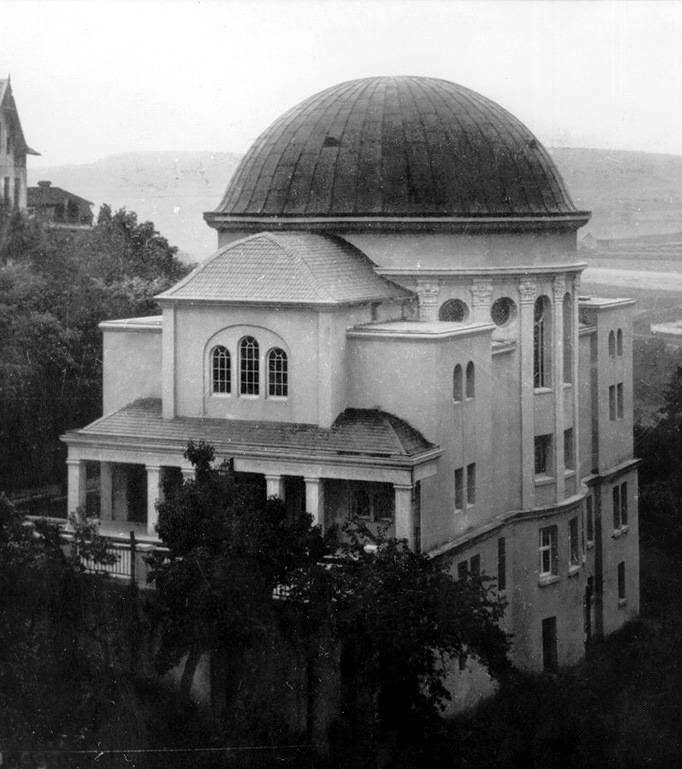
La synagogue en 1914, vue du côté ouest

La synagogue de Bad Wildungen a été construite en 1914 et comme la majorité des synagogues en Allemagne, elle sera détruite par les nazis en 1938.
Bad Wildungen est une ville de l'arrondissement de Waldeck-Frankenberg dans le district de Cassel du Land de Hesse. Située à 40 km au sud-ouest de Cassel, elle compte actuellement un peu plus de 17 500 habitants.   

## Histoire de la communauté juive

### LeXVIIIeet leXIXesiècle
Des Juifs habitent la ville déjà au XVe siècle : des documents de 1425/1426 et de 1427/1428 en font état, mais on ignore leur nombre.
Ce n'est qu'au XVIIIe siècle qu'est de nouveau mentionnée leur présence, tout d'abord de deux ou trois familles, pas plus. C'est de cette période que date la légende de la Source des Juifs. Le prince Charles-Auguste de Waldeck-Pyrmont (1704-1763) confère des lettres de protection aux Juifs, s'ils peuvent prouver posséder une fortune d'au moins 1 000 thalers.
En 1814, les Juifs de la principauté de Waldeck, obtiennent le même statut que les autres citoyens et   l'argent de protection (Schutsgeld) qui leur était demandé, est supprimé.  C'est à partir de ce moment-là que la population juive de la ville se développe, passant de 3 familles en 1802, à 29 personnes en 1826, 24 personnes en 1847 (soit 1,2 % de la population totale de la ville de 1 980 habitants), à 66 personnes en 1871 (soit 3,0 % de la population de 2 180 habitants), à 77 en 1880 (3,3 % de 2 340), à 60 en 1895 (soit 1,5% de 3 237 habitants, pour atteindre 111 en 1905, puis 119 en 1910 (soit 3,0 % de la population totale de la ville de 3 960 habitants). Une communauté juive est fondée en 1877.

### LeXXesiècleavant le nazisme
Pendant la Première Guerre mondiale, la communauté juive perd trois de ses enfants, tombés au front.
Du point de vue religieux, la communauté juive s'organise autour d'une synagogue, inaugurée en 1914, d'une école religieuse, d'un bain rituel (Mikvé) et d'un cimetière. Elle embauche un enseignant pour l'école, qui sert en même temps d'officiant à la synagogue, de chantre et d'abatteur rituel (Shohet). En 1884 et 1885, le salaire offert par la communauté juive est de 600 marks de fixe auquel se rajoute entre 400 et 500 marks pour la Shehita (abattage rituel). Elle a alors de grandes difficultés pour pourvoir le poste.
En tant que station thermale, renommée pour ses eaux pétillantes et gazeuses, riches en fer, magnésium et acide carbonique, Bad Wildungen accueille une importante clientèle nationale et internationale, dont de nombreux Juifs. Deux hôtels strictement cachères accueillent ces curistes juifs: l'Hotel Germania de Gerson Krittenstein au 12 Hufelandstraße, et le Palasthotel de Berthold Baruch au 29 Brunnenallee.
En 1903, le journal  Korbacher Zeitung annonce le décès du baron de Rothschild de Paris lors d'une cure à Wildungen et le rapatriement de son corps en France.
En 1928, l'hôtel cachère Germania accueille le feld-maréchal Abdul Rachman Khan d'Afghanistan, l'un des compagnons du roi Amanullah Khan, qui suit une cure pour ses reins. Il se voit obligé de choisir un hôtel cachère où il est sûr qu'on n'y mangera pas de porc, interdit par l'Islam. Il dit montrer beaucoup d'intérêt pour la religion et les coutumes juives, et assiste plusieurs fois à des offices religieux se déroulant à l'hôtel. 
Le docteur juif Marc, médecin du district et conseiller sanitaire, est particulièrement apprécié par la population; après son décès, le conseil municipal, nomme une rue à son nom. Cette rue débaptisée par les nazis en 1938 et renommée Goecke-Straße, reprendra le nom de Dr-Marc-Straße après la guerre. En plus, à la mémoire de ce médecin, une tour de pierre située sur la  Helenental et offrant une très belle vue sur la vallée et sur Bad Wildungen, porte le nom de Dr Marc-Turm. 
En 1924, la communauté juive compte 152 membres, soit 2,8% de la population de 5 396 habitants. Les responsables de la communauté sont Adolf Hammerschlag, Sally Hirsch et Leopold Marx. Jusqu'en 1933, l'enseignant, officiant et sho'het est Jonas Hecht. Il enseigne la religion à 12 élèves. Il sera suivi par Hermann Stern, qui quittera son poste en 1938 pour s'installer à Wiesbaden. Le nom de son successeur qui a emménagé seulement deux semaines avant la nuit de Cristal n'est pas connu.
Plusieurs associations charitables aident les plus pauvres: Chewra Gemilus Chesed, association de bienfaisance, fondée en 1902 et dirigée en 1924 par Isaak Hirsch avec 24 membres, et en 1932 par Jonas Hecht avec 32 membres; le Israelitischer Frauenverein (Association des femmes israélites) pour les personnes dans le besoin et les malades, dirigée en 1924 par Mathilde Katz avec 30 membres et en 1932 par I. Katz avec 30 membres; le Jüdischer Jugendbund (Union de la jeunesse juive), dirigée en 1924 par Jonas Hecht avec 20 membres.
En 1932, le président de la communauté est Sally Hirsch, avec Leopold Marx et  Max Oppenheimer comme vice-présidents.

### La période nazie
En 1933, à l'arrivée au pouvoir des nazis, 150 Juifs, représentant 35 familles, vivent à Bad Wildungen. Au cours des années suivantes, en raison du boycott économique, de la marginalisation croissante et de la répression, plusieurs familles vont quitter la ville, soit pour s'installer dans des grandes villes allemandes, soit pour émigrer.
Le 3 février 1933 a lieu un premier attentat contre la maison du marchand Kaufmann, situé sur l'Eselspfad. En mars 1933, tous les hommes juifs de Bad Wildungen, de plus de 16 ans sont obligés de défiler dans la ville, sous les crachats et les insultes de la population. La marche débute aux thermes et se termine dans la vieille ville en passant par la Brunnenallee. Dans les années suivantes, les actions antisémites de la part des nazis vont un peu se calmer, afin de ne pas effrayer les curistes étrangers.
Lors de la nuit de Cristal, du 9 au 10 novembre 1938, la synagogue est entièrement détruite par le feu, les entreprises et les maisons juives sont pillées et saccagées. De nombreux Juifs sont molestés et certains blessés grièvement. La plupart des hommes juifs sont arrêtés et transférés au camp de concentration de Buchenwald. En octobre/novembre 1939, les 67 derniers Juifs restés à Bad Wildungen, sont envoyés dans des centres de regroupement à Cassel, et de là, en 1941 et 1942, dans trois convois, envoyés vers les camps de la mort.
Le mémorial de Yad Vashem de Jérusalem et le Gedenkbuch - Opfer der Verfolgung der Juden unter der nationalsozialistischen Gewaltherrschaft in Deutschland 1933-1945 (Livre commémoratif – Victimes des persécutions des Juifs sous la dictature nazie en Allemagne 1933-1945) répertorient 62 habitants nés ou ayant vécu longtemps à Bad Wildungen parmi les victimes juives du nazisme.

### Après la Seconde Guerre mondiale
En 1945, après la Seconde Guerre mondiale, une petite communauté juive se reconstitue à Bad Wildungen pendant deux ou trois ans, principalement formée de personnes déplacées, mais qui quitteront la ville dès 1947-1948.
Entre novembre 2006 et avril 2008,, 75 Stolpersteine (ou pierres d'achoppement) sont posées en ville lors de trois cérémonies à la mémoire des victimes du nazisme. Ces Stolpersteine, œuvre de l'artiste Gunter Demnig, sont incrustées sur le trottoir devant le dernier domicile connu de la personne, et indique son nom, sa date de naissance et si connue, sa date de décès. En février 2012, une autre pierre est posée dans la Lindenstraße à la mémoire de Lane (Laura) Mannheim, fille de Margaret Mannheim, âgée de quatre ans, déportée et assassinée au ghetto de Riga, dont le nom avait été oublié parmi les victimes.
En décembre 2009, l'historien Johannes Grötecke, originaire de Bad Wildungen, reçoit la Lettre d'honneur du Land de Hesse des mains du maire de la ville, Volker Zimmermann, au nom du Premier ministre de Hesse, Roland Koch, et du sous-préfet Helmut Eichenlaub. Cette distinction récompense ses recherches depuis plus de vingt ans sur les citoyens juifs de Bad Wildungen sous le Troisième Reich.

## La légende de laSource des Juifs
Histoire véridique ou légende ?, celle-ci nous est racontée dans la revue Der Israelit du 18 août 1921:
« Dans l'ancienne principauté de Waldeck, dans les gorges pittoresques du Kellerwald, se trouvent un certain nombre de sources de valeur inestimable pour l'humanité souffrante. Ce sont les sources de Bad Wildungen. Son eau est utilisée pour boire ou se baigner, et est dirigée vers les thermes et les installations de bain. Les curistes ne viennent pas uniquement de toutes les parties de l'Allemagne, mais aussi d'autres pays européens et des États-Unis, envoyés par leur médecin pour y trouver un remède contre les infections rénales et de la vessie et ces sources sont connues sous les noms de source Hélène, source George-Victor et source du Roi. Cependant on connait à peine la Source des Juifs, dont l'eau fournit les établissements de bains, bien qu'elle jaillisse dans le parc, juste à côté du kiosque à musique et qu'elle soit décorée d'une jolie figure en bronze. Voici l'histoire qui est à l'origine du nom de cette fontaine: 

Il y a plusieurs centaines d'années, un pauvre colporteur juif allait le long de la vallée de l'Eder et s'approchait de la ville de Nieder-Wildungen. Désirant franchir un ruisseau, il se mit à la recherche de l'endroit le plus approprié, et vit alors par hasard de l'eau qui jaillissait. Prenant son gobelet, il en but et la trouva d'une saveur particulière. Comme des perles, les bulles remontaient du fond du gobelet jusqu'à la surface, et un rare sentiment de bien-être envahit tout son corps d'homme souffreteux. Il remercia alors chaleureusement le Tout-Puissant pour tout ce qu'il a créé pour préserver la vie, et alla raconter le miracle de la source aigre de Wildungen à tous ses amis et connaissances qu'il avait dans le voisinage.

Peu à peu, la nouvelle se propagea parmi les Juifs de la région, et bientôt, ils connurent les vertus curatives de l'eau pour les calculs rénaux et vésicaux. De nombreux pèlerins se rendirent régulièrement à cette source pour trouver un soulagement et la guérison en se baignant et en buvant de l'eau. 
  
Les visites à cette source ne pouvaient rester longtemps secrètes au reste de la population non-juive. Personne ne croyait aux raisons données, et quand quelqu'un tomba malade par la jouissance excessive de l'eau, on accusa les Juifs de l'avoir empoisonnée. Plusieurs Juifs riches furent arrêtés et emprisonnés. Seuls les pauvres qui s'étaient rendus à la source furent laissés libres. Les parents des malheureux prisonniers sont allés demander conseil au rabbin qui leur répondit de façon pieuse: "Faites du bien, et vous les sauverez de la mort". Ils ont donc pris de leur richesse, et en ont donné par poignée entière là où se trouvait la pauvreté et la misère.

Le comte de Waldeck devant qui l'affaire fut présentée, fit examiner l'eau et confirma ses vertus médicinales. Les Juifs emprisonnés furent alors libérés. La source fut magnifiquement aménagée et depuis lors est appelée la source ou la fontaine aux Juifs, ou la source des près.  »

## Histoire de la synagogue

### La première salle de prière
Une première salle de prière est installée en 1890 dans un bâtiment, situé dans la Hintergasse (actuellement la Waisenhausgasse), construit en 1704 et utilisé jusqu'en 1850 comme orphelinat. Jusqu'à l'inauguration de la nouvelle synagogue, les offices se déroulent dans ce bâtiment qui n'appartient pas à la communauté mais est uniquement loué.

### La nouvelle synagogue
Quand dans les années 1910, le nombre d'habitants juifs augmente fortement, la communauté décide, avec l'aide financière de riches curistes, de construire une nouvelle synagogue. Le coût de la synagogue est estimé à 50 000 marks. Un concours d'architectes est organisé et six projets sont proposés,. Le projet de l'architecte Ernst Cohn est finalement retenu. La nouvelle synagogue construite 11 rue Dürrer Hagen au sud-ouest de la vieille ville, est terminée en juillet 1914. Le 5 août 1914, au lendemain du déclenchement de la Première Guerre mondiale, se déroule dans la synagogue un service d'action de grâces pour l'empereur, pour l'empire, ainsi que pour les troupes mobilisées et pour la victoire de nos armes . Le premier office régulier se tient le 19 septembre 1914, mais en raison des circonstances, aucune cérémonie d'ouverture n'est prévue. 

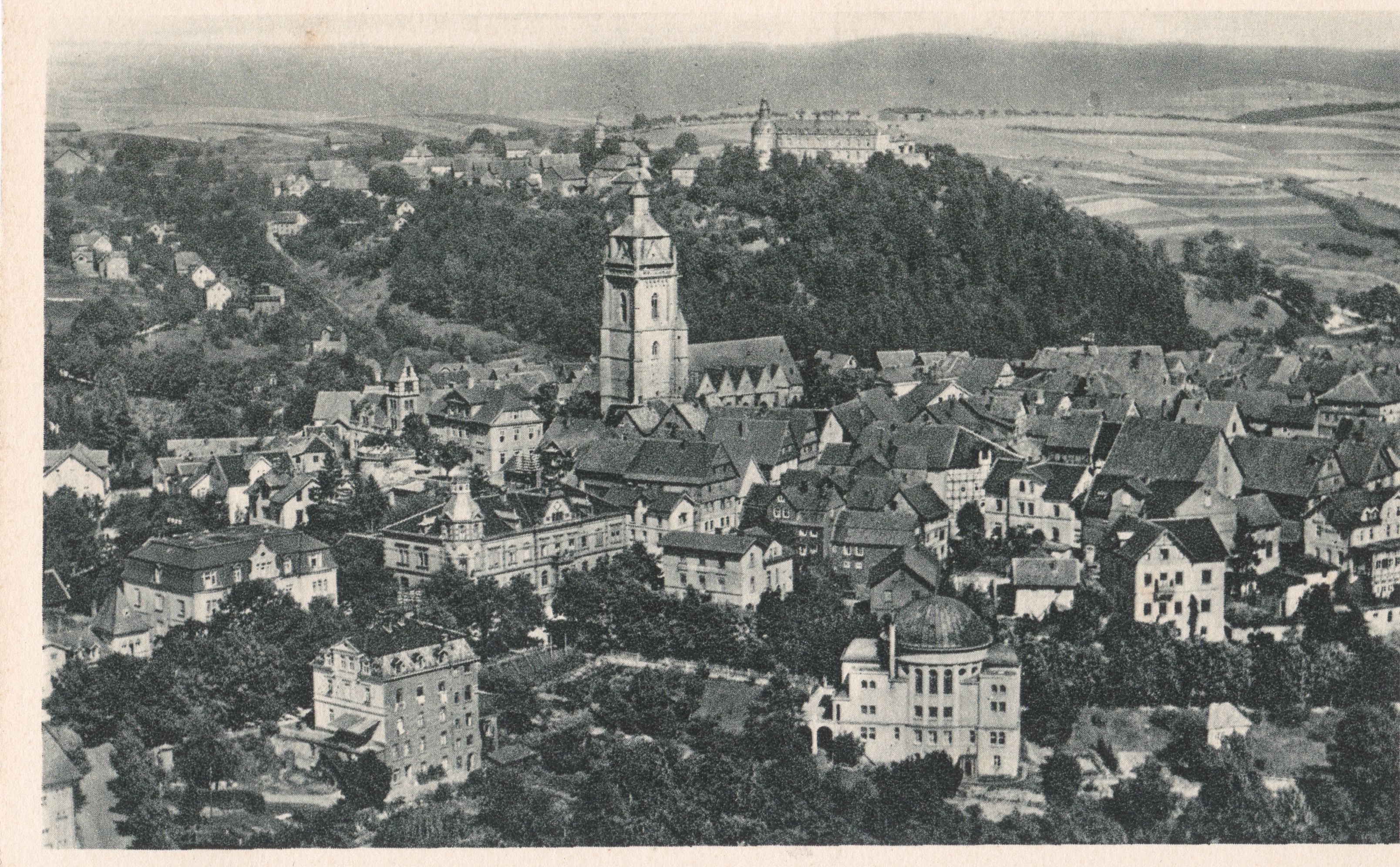
Vue aérienne de la ville de Bad Wildungen, prise vers 1925 du sud-sud-ouest, avec la synagogue au premier plan.

Bien que la communauté ne compte à l'époque qu'un maximum de 152 membres, la synagogue permet d'accueillir jusqu'à 200 fidèles, ce qui permet d'accueillir de nombreux curistes juifs. La synagogue est considérée comme « l'un des plus beaux et des plus insolites lieux de prière juif construits dans une petite ville allemande ». Bâtie à flanc de coteau, assez isolée, avec un dôme, elle est visible de loin en venant du sud.  Elle a l'air impressionnante, massive et de style oriental. L'architecte Ernst Cohn, membre de lAteliers für Architektur und Kunstgewerbe J. Bremenkamp & Ernst Cohn d'Essen, est influencé par Edmund Körner, l'architecte de l'ancienne synagogue d'Essen inaugurée en 1913, qui sera avec la synagogue Hourva de Jérusalem, un modèle pour la synagogue de Bad Wildungen. Le style architectural monumental est l'expression d'un judaïsme ascendant et en pleine confiance en son devenir dans la société de l'Empire. Ce style se retrouve dans les synagogues d'Offenbach-sur-le-Main (inaugurée en 1916), de Ratisbonne (inaugurée en 1912), de Mayence (inaugurée en 1912) et de Görlitz (inaugurée en 1911), toutes situées dans des villes beaucoup plus importantes que Bad Wildungen.
Par un escalier et un porche, on atteint le vestibule, puis la salle circulaire surmontée d'une coupole, avec les galeries à l'étage supérieure pour les femmes. Dans la pièce principale, se trouve la Bimah et l'Arche Sainte. Le dôme, recouvert d'une feuille de cuivre qui le fait briller par beau temps et le rend visible de loin, mesure douze mètres de diamètre. La synagogue est renommée pour ses vitraux. Les six fenêtres rectangulaires du bas représentent les six jours de la création. Les six hautes fenêtres de la partie supérieure de la salle circulaire représentent chacune deux des douze fils d'Isaac, les ancêtres des douze tribus d'Israël, l'un dans la partie ronde de la partie supérieure de la fenêtre et l'autre dans la partie ronde de la fenêtre rectangulaire en dessous. Dans neuf autres fenêtres rondes, on retrouve les symboles habituels de l'art juif. Seules quelques photographies simples en noir et blanc de ces fenêtres nous sont parvenues.
En soubassement, se trouvent l'appartement du professeur et chantre de la communauté, composé d'un salon, d'une salle à manger, d'une cuisine et d'une chambre à coucher, une école, des bureaux et des salles de réunion. C'est dans ces salles que se déroulent les réunions de la communauté, des associations caritatives juives et du conseil de la synagogue. Au sous-sol, se trouvent deux caves, la buanderie, le chauffage et le bain rituel (Mikvé).
En 1925, la synagogue fait l'objet d'une tentative avortée de cambriolage.

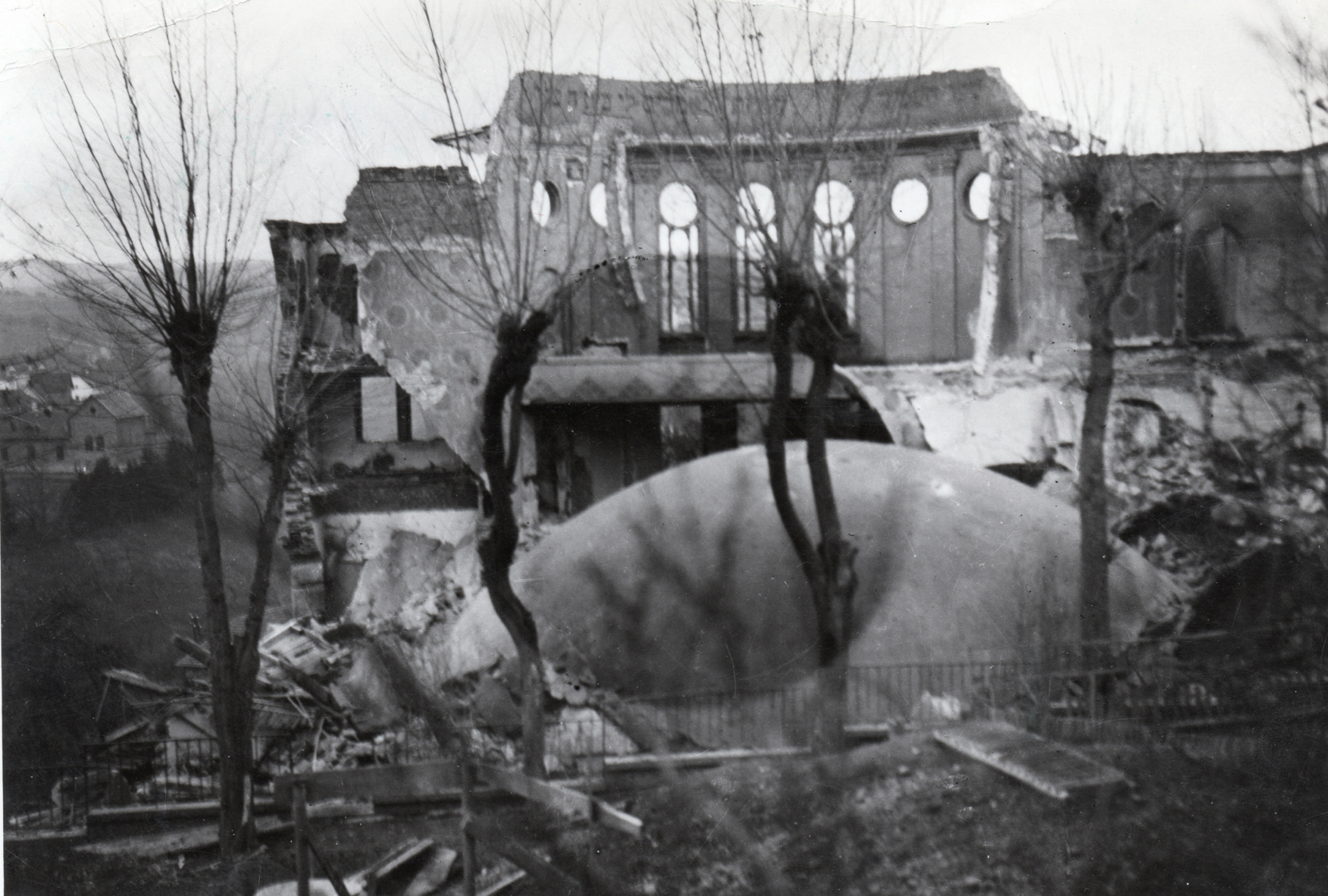
Ruines de la synagogue après la nuit de Cristal

### La destruction de la synagogue
Lors de la nuit de Cristal du 9 au 10 novembre 1938, la synagogue est totalement détruite par le feu, et les ruines seront rasées peu de temps après. Les pompiers arrivés sur les lieux de l'incendie, ne sont autorisés qu'à protéger les bâtiments voisins. 
« Le 9 novembre, vers 23 heures, des hommes en civil des SA et quelques filles de la BDM (Ligue des jeunes filles allemandes) pénètrent avec effraction dans la synagogue, et détruisent tout le mobilier... Le logement du jeune professeur juif, arrivé seulement depuis deux semaines est complètement détruit…Les pompiers, alertés secrètement vers 4 heures sont chargés de surveiller le bâtiment, … mais ne doivent pas intervenir. Leur seule activité se limite à la protection des bâtiments voisins… »
D'après un témoin de l'époque, un rouleau de Torah a pu être sauvé par un fidèle qui a pu par la suite s'enfuir avec en Bolivie. Le lendemain de l'incendie, la communauté juive est forcée à remettre le terrain de la synagogue à la ville de Bad Wildungen qui en contrepartie se charge de déblayer les ruines. Le 13 décembre 1938, le dôme est démoli.    

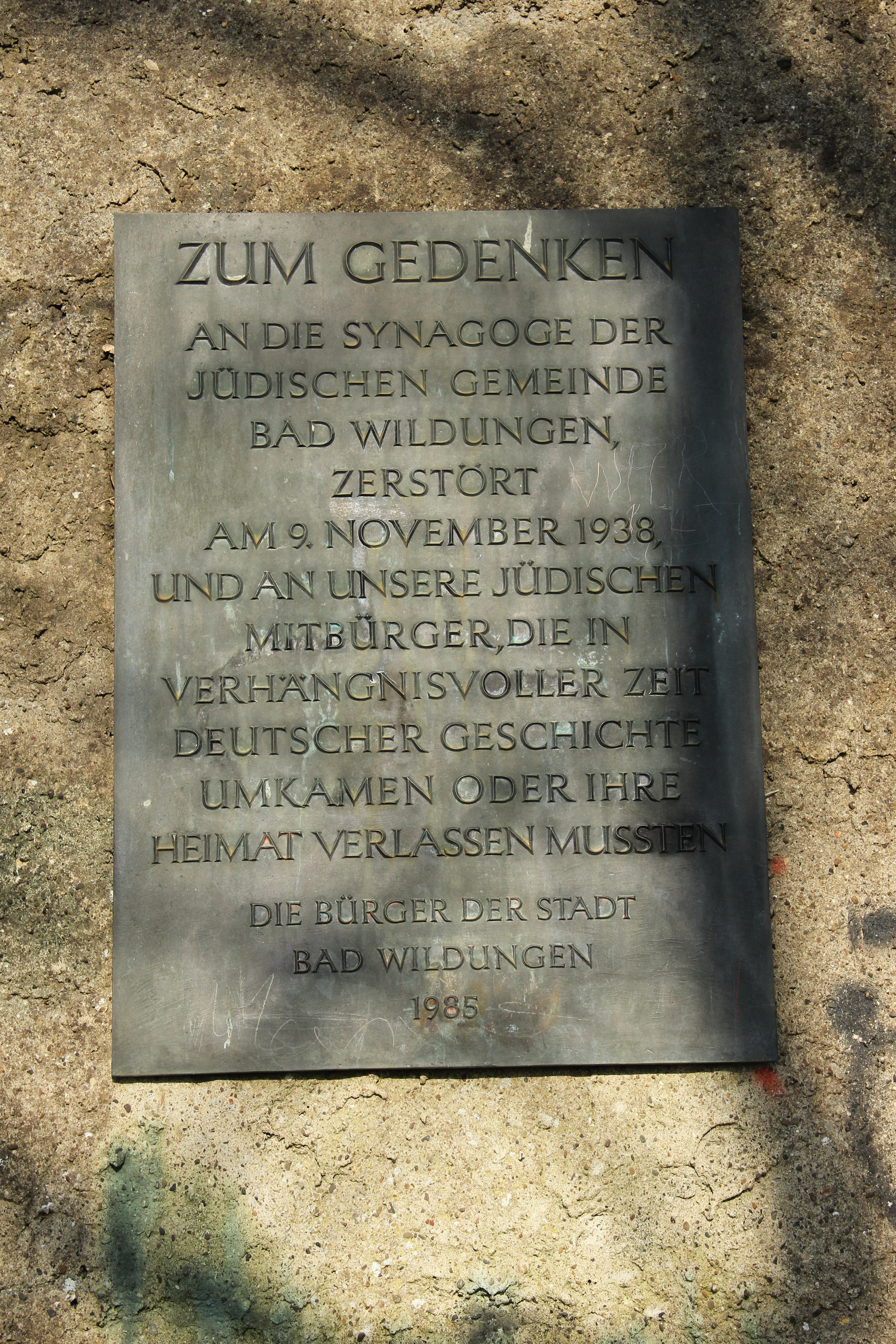
Plaque commémorative placée en 1985 dans la rue Dürrer Hagen

### Après la Seconde Guerre mondiale
Après 1945, Selma Hammerschlag, rescapée du ghetto de Theresienstadt, retourne temporairement à Bad Wildungen et prend l'initiative d'arranger la place de la synagogue et d'ériger une stèle commémorative. Il est prévu d'y aménager une zone plantée avec un ensemble de sentiers étroits. Mais en 1953, la ville transforme le terrain en parcelle constructible et vend le terrain à un particulier. La stèle érigée en 1946 est alors transférée au cimetière juif. L'inscription en allemand sur la stèle, qui se trouvait auparavant à l'emplacement de la synagogue, devient alors incompréhensible:           
« À la mémoire éternelle des victimes de la communauté israélite de Bad Wildungen, qui perdirent leur vie de façon atroce dans les camps de concentration entre 1933 et 1945. Pour l'amour que leur vouent les survivants. À cet emplacement se tenait la synagogue juive, qui fut détruite dans la nuit terrible du 9 novembre 1938 »
En 1985, une plaque commémorative est apposée par la ville dans une niche du mur situé sur le côté opposé de la rue où se trouvait la synagogue, avec l'inscription en allemand : 
« En souvenir de la synagogue de la communauté juive de Bad Wildungen, détruite le 9 novembre 1938, et à nos concitoyens juifs qui ont péri ou ont dû quitter leur maison, à une période funeste de l'histoire allemande »